# 판나라노
판나라노(이탈리아어: Pannarano)는 이탈리아 캄파니아주 베네벤토도의 코무네다. 나폴리로부터 북동쪽 45km 베네벤토 남서쪽 15km 거리에 있다.